# Возрождение (шахта)
Государственное открытое акционерное общество «Шахта „Возрождение“» — угольная шахта во Львовско-Волынском угольном бассейне. Входит в Производственное объединение Государственное коммунальное хозяйство «Львовуголь». 
Прежнее название — Великомостовская № 4.
Фактическая добыча угля 2458/1624 т/пор (соответственно 1990 и 1999 годы). В 2003 году добыто 415 тысяч тонн угля.
Максимальная глубина — 540 м (в 1990 году). Протяжённость подземных выработок — 60,8/46,6 км (1990/1999). Разрабатывает пластов n8в, n8, n7в, n7н мощностью 1,16—1,35 м с углами падения 0—3 градусов. Количество очистных забоев — 4/2, подготовительных — 4/4 (1990/1999).
Количество работающих: 1455/2038 человек, из них подземных — 1170/1310 человек (1990/1999).

## Адрес
80100, с. Межиречье, Шептицкий район, Львовская область, Украина.